# Rodrigo Carbone
Rodrigo Jose Carbone (ur. 17 marca 1974) – brazylijski piłkarz.
Zawodnik występujący na pozycji ofensywnego pomocnika. Karierę rozpoczynał w Corinthians Paulista. Następnie grał w Fluminense FC oraz japońskiej Kashima Antlers.
W sezonie 1997-1998 występował w Łódzkim Klubie Sportowym, z którym sięgnął po mistrzostwo Polski.
Następnie wyjechał do Azji, gdzie grał w klubach chińskich i południowokoreańskich.